# Sougueur

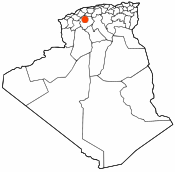
Sougueur

Sougueur (arabisch سوقر), auch bekannt als die Stadt von Lamm, ist eine Stadt im Nordwesten Algeriens im Wilaya (Verwaltungsbezirk) der Provinz Tiaret. Sie hat 78.956 Einwohner.